# Marie-Hyacinthe Le Conniat
Pour les articles homonymes, voir Le Conniat.
 (septembre 2022).
Marie Madeleine Le Conniat, née à Plounez (Côtes-d'Armor) le 26 janvier 1817 et morte à Lambézellec le 26 octobre 1897, est une religieuse, première supérieure des Filles de la Croix en Louisiane.

## Biographie
Née dans une famille de  propriétaires cultivateurs très fervents - deux de ses frères seront prêtres - elle entre au noviciat des Filles de la Croix à Tréguier et est admise comme religieuse, en 1838, sous le nom de Sœur Marie-Hyacinthe. 
Elle est élue supérieure de sa communauté à plusieurs reprises puis est fut désignée, en octobre 1855, pour diriger une équipe de neuf religieuses destinées à rejoindre la Louisiane.
Les religieuses s'installent à Cocoville, entre Mansura et Marksville, dans la paroisse des Avoyelles, située à 260 kilomètres au nord-est de La Nouvelle-Orléans. 
En 1856, la communauté fonde une première école catholique pour jeunes filles, la Presentation Acadamy.
D'autres écoles sont créées sous l'impulsion de Marie-Hyacinthe Le Conniat, comme l'école St Joseph (St Joseph Day School), à l'Ile Brevelle, l'école St-Francis de Sale, à Alexandria (1858), St Mary's à Shreveport (1860), St Hyacinth's-St Matthew's à Monroe (1866) et la St Vincent's à Shreveport (1868).
En 1861, la nouvelle communauté devient indépendante de celle de Tréguier. Sœur Marie-Hyacinthe devient la première supérieure générale des Filles de la Croix en Amérique.
En 1867, la communauté américaine fonde un noviciat dans les locaux de l'abbaye du Relec, en Plounéour-Ménez (Finistère). Il est transféré en 1873 à Lambézellec où sera également créée, en 1878, l'institution Saint-Joseph du Pilier Rouge, destinée à scolariser les enfants du quartier.
En 1882, Mère Marie Hyacinthe quitte définitivement la Louisiane pour la communauté de Lambézellec. Elle y fête son jubilé d'or en 1890 et y décède en 1897.

## Sources
- They Cames To Louisiana- Letters of a Catholic Mission, 1854-1882, Sister Dorothea Olga McCants, Louisiana State University Press., Baton Rouge (1970)
- With valor they serve, Sister Dorothea Olga McCants, Louisiana (1975)
- Marie Madeleine Le Conniat (1817-1897) - Une aventurière de la foi, fondatrice de la communauté des Filles de la Croix en Louisiane, C. Jacob, Les Carnets du Goëlo no 29 (2013) Société d'études historiques et archéologiques du Goëlo